# Rhabdomastix trichophora
Rhabdomastix trichophora är en tvåvingeart som beskrevs av Alexander 1943. Rhabdomastix trichophora ingår i släktet Rhabdomastix och familjen småharkrankar. Inga underarter finns listade i Catalogue of Life.